# Taekwondo en los Juegos Europeos de Cracovia 2023
El taekwondo en los III Juegos Europeos se realizó en el Arena de Krynica-Zdrój (Polonia) del 23 al 26 de junio de 2023.
Fueron disputados en este deporte 16 pruebas diferentes, 8 masculinas y 8 femeninas.

## Medallistas

### Masculino
| Evento               | Oro                            | Plata                                     | Bronce                                                        |
| -------------------- | ------------------------------ | ----------------------------------------- | ------------------------------------------------------------- |
| –54 kg (23 de junio) | Hugo Arillo Vázquez · España   | Səyyad Dadaşov · Azerbaiyán               | Andrea Conti · Italia · Konstantinos Dimitrópulos · Grecia    |
| –58 kg (23 de junio) | Adrián Vicente Yunta · España  | Jack Woolley · Irlanda                    | Cyrian Ravet · Francia · Qaşim Maqomedov · Azerbaiyán         |
| –63 kg (24 de junio) | Dennis Baretta · Italia        | Lovre Brečić · Croacia                    | Souleyman Alaphilippe · Francia · Joan Jorquera Cala · España |
| –68 kg (24 de junio) | Javier Pérez Polo · España     | Bradly Sinden · Reino Unido               | Otto Jørgensen · Dinamarca · Konstantinos Jamalidis · Grecia  |
| –74 kg (25 de junio) | Zurab Kintsurashvili · Georgia | Nedžad Husić · Bosnia y Herzegovina       | Daniel Quesada Barrera · España · Stefan Takov · Serbia       |
| –80 kg (25 de junio) | Edi Hrnic · Dinamarca          | Richard Ordemann · Noruega                | Hüseyin Kartal · Turquía · Apóstolos Telikostoglu · Grecia    |
| –87 kg (26 de junio) | Ivan Šapina · Croacia          | Patrik Divkovič · Eslovenia               | Raúl Martínez García · España · Kelen Bailey · Hungría        |
| +87 kg (26 de junio) | Caden Cunningham · Reino Unido | Deyan Gueorguievski · Macedonia del Norte | Paško Božić · Croacia · Emre Ateşli · Turquía                 |

### Femenino
| Evento               | Oro                              | Plata                            | Bronce                                                         |
| -------------------- | -------------------------------- | -------------------------------- | -------------------------------------------------------------- |
| –46 kg (23 de junio) | Lena Stojković · Croacia         | Sofia Zampetti · Italia          | Nur Çelik · Alemania · Kyriakí Kuttuki · Chipre                |
| –49 kg (23 de junio) | Adriana Cerezo Iglesias · España | Merve Dinçel · Turquía           | Supharada Kisskalt · Alemania · Maddison Moore · Reino Unido   |
| –53 kg (24 de junio) | Ivana Duvančić · Croacia         | Alma Pérez Parrado · España      | Luca Patakfalvy · Hungría · Dominika Hronová · República Checa |
| –57 kg (24 de junio) | Jade Jones · Reino Unido         | Luana Márton · Hungría           | Kristina Tomić · Croacia · Hatice Kübra İlgün · Turquía        |
| –62 kg (25 de junio) | Sarah Chaari · Bélgica           | Petra Štolbová · República Checa | Jolanta Tarvida · Letonia · Aaliyah Powell · Reino Unido       |
| –67 kg (25 de junio) | Aleksandra Perišić · Serbia      | Cecilia Castro Burgos · España   | Natalia D'Angelo · Italia · Magda Wiet-Hénin · Francia         |
| –73 kg (26 de junio) | Sude Uzunçavdar · Turquía        | Nadica Božanić · Serbia          | Nika Klepac · Croacia · Althéa Laurin · Francia                |
| +73 kg (26 de junio) | Nafia Kuş · Turquía              | Aleksandra Kowalczuk · Polonia   | Kalina Boyadzhieva · Bulgaria · Solène Avoulette · Francia     |

## Medallero
| Núm. | País                 | Oro | Plata | Bronce | Total |
| ---- | -------------------- | --- | ----- | ------ | ----- |
| 1    | España               | 4   | 2     | 3      | 9     |
| 2    | Croacia              | 3   | 1     | 3      | 7     |
| 3    | Turquía              | 2   | 1     | 3      | 6     |
| 4    | Reino Unido          | 2   | 1     | 2      | 5     |
| 5    | Italia               | 1   | 1     | 2      | 4     |
| 6    | Serbia               | 1   | 1     | 1      | 3     |
| 7    | Dinamarca            | 1   | 0     | 1      | 2     |
| 8    | Bélgica              | 1   | 0     | 0      | 1     |
| 8    | Georgia              | 1   | 0     | 0      | 1     |
| 10   | Hungría              | 0   | 1     | 2      | 3     |
| 11   | Azerbaiyán           | 0   | 1     | 1      | 2     |
| 11   | República Checa      | 0   | 1     | 1      | 2     |
| 13   | Bosnia y Herzegovina | 0   | 1     | 0      | 1     |
| 13   | Eslovenia            | 0   | 1     | 0      | 1     |
| 13   | Irlanda              | 0   | 1     | 0      | 1     |
| 13   | Macedonia del Norte  | 0   | 1     | 0      | 1     |
| 13   | Noruega              | 0   | 1     | 0      | 1     |
| 13   | Polonia              | 0   | 1     | 0      | 1     |
| 19   | Francia              | 0   | 0     | 5      | 5     |
| 20   | Grecia               | 0   | 0     | 3      | 3     |
| 21   | Alemania             | 0   | 0     | 2      | 2     |
| 22   | Bulgaria             | 0   | 0     | 1      | 1     |
| 22   | Chipre               | 0   | 0     | 1      | 1     |
| 22   | Letonia              | 0   | 0     | 1      | 1     |
|      | TOTAL                | 16  | 16    | 32     | 64    |